# Desislava Goranova
Desislava Goranova, née le 14 septembre 1980 à Sofia, est une joueuse bulgare de volley-ball.

## Biographie
Elle mesure 1,83 m et joue réceptionneuse-attaquante.

## Clubs
| Club                        | Pays     | De        | À         |
| --------------------------- | -------- | --------- | --------- |
| Levski Sofia                | Bulgarie | 1993-1994 | 2002-2003 |
| Melun-La Rochette           | France   | 2003-2004 | 2004-2005 |
| Gazélec Béziers Volley-Ball | France   | 2005-2006 | 2005-2006 |
| All Fin Volta Mantovana     | Italie   | 2006-2007 | 2007-2008 |
| USSP Albi Volley-Ball       | France   | 2008-2009 | …         |